# Kapitalexportneutralität
Kapitalexportneutralität (englisch Capital Export Neutrality) ist ein Begriff der Finanzwissenschaft. Er findet Anwendung auf dem Gebiet der internationalen Steuerlehre. Der Begriff geht im Wesentlichen auf die britisch-US-amerikanische Finanzwissenschaftlerin Peggy Musgrave zurück.
Kapitalexportneutralität liegt dann vor, wenn ein Investor, egal in welchem Land er sein Kapital anlegt, mit dem gleichen Steuersatz belastet wird und damit überall dieselbe Nettorendite erwirtschaften kann. Kapitalexportneutralität wird in der Regel durch das Wohnsitzlandprinzip verwirklicht: Der Investor muss sein Einkommen in seinem Wohnsitzland versteuern. Egal wo er investiert, kommt immer der gleiche Steuersatz zur Anwendung. Der Ort/Umfang seiner Anlageentscheidung wird nicht durch Steuern beeinflusst. Im Gegensatz zur Kapitalexportneutralität garantiert die Kapitalimportneutralität, dass in einem Land alle Investitionen gleich behandelt werden. Dies wird durch das Quellenlandprinzip gewährleistet. Die Steuer wird in diesem Fall nicht im Wohnsitzland, sondern im Quellenland erhoben. Alle Investoren in einem Land, egal wo sie ihren Wohnsitz haben, unterliegen dem gleichen (Quellen)-steuersatz. Die Investitionsentscheidung wird nicht davon beeinflusst, woher der Investor stammt.
Kapitalexportneutralität kann nur gewährleistet werden, wenn der Fiskus die Besteuerung von Kapitalerträgen im Ausland denen im Inland angleicht. Dies erfordert die Gleichbehandlung ausgeschütteter und nicht ausgeschütteter Erträge.